# پونت دینا
پونت دینا (فرانسوی: Pont d'Iéna‎) یک پل قوسی روی رود سن، پاریس است.
این پل که در سال ۱۸۱۴ ساخته شده دارای ۱۵۵ متر طول و ۳۵ متر عرض می‌باشد و برج ایفل را به مجموعه تروکادرو متصل می‌کند.

## نگارخانه

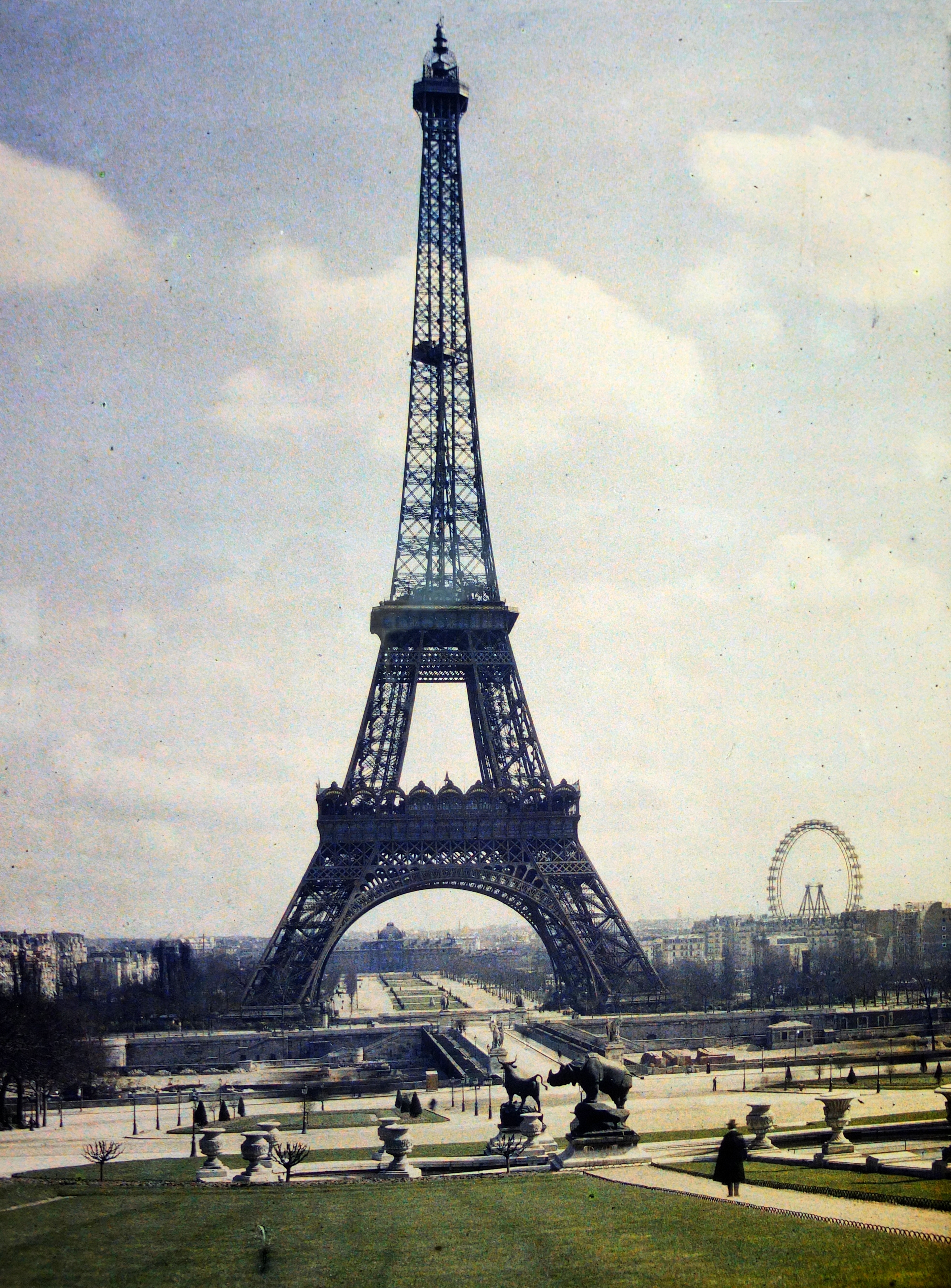
Pont d'Iéna in Paris (1914)
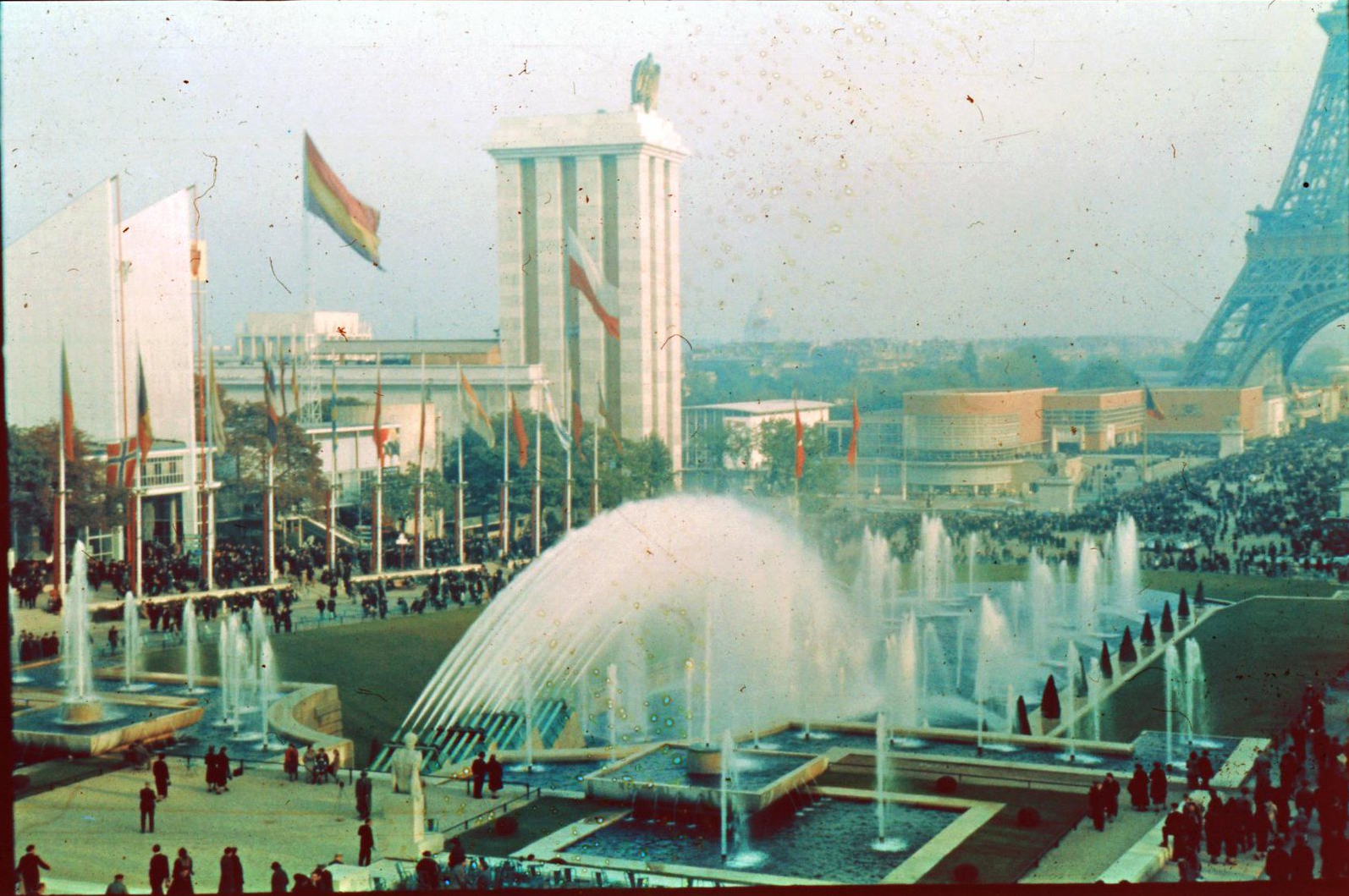
Pont d'Iéna at the Place de Varsovie in Paris (1937)
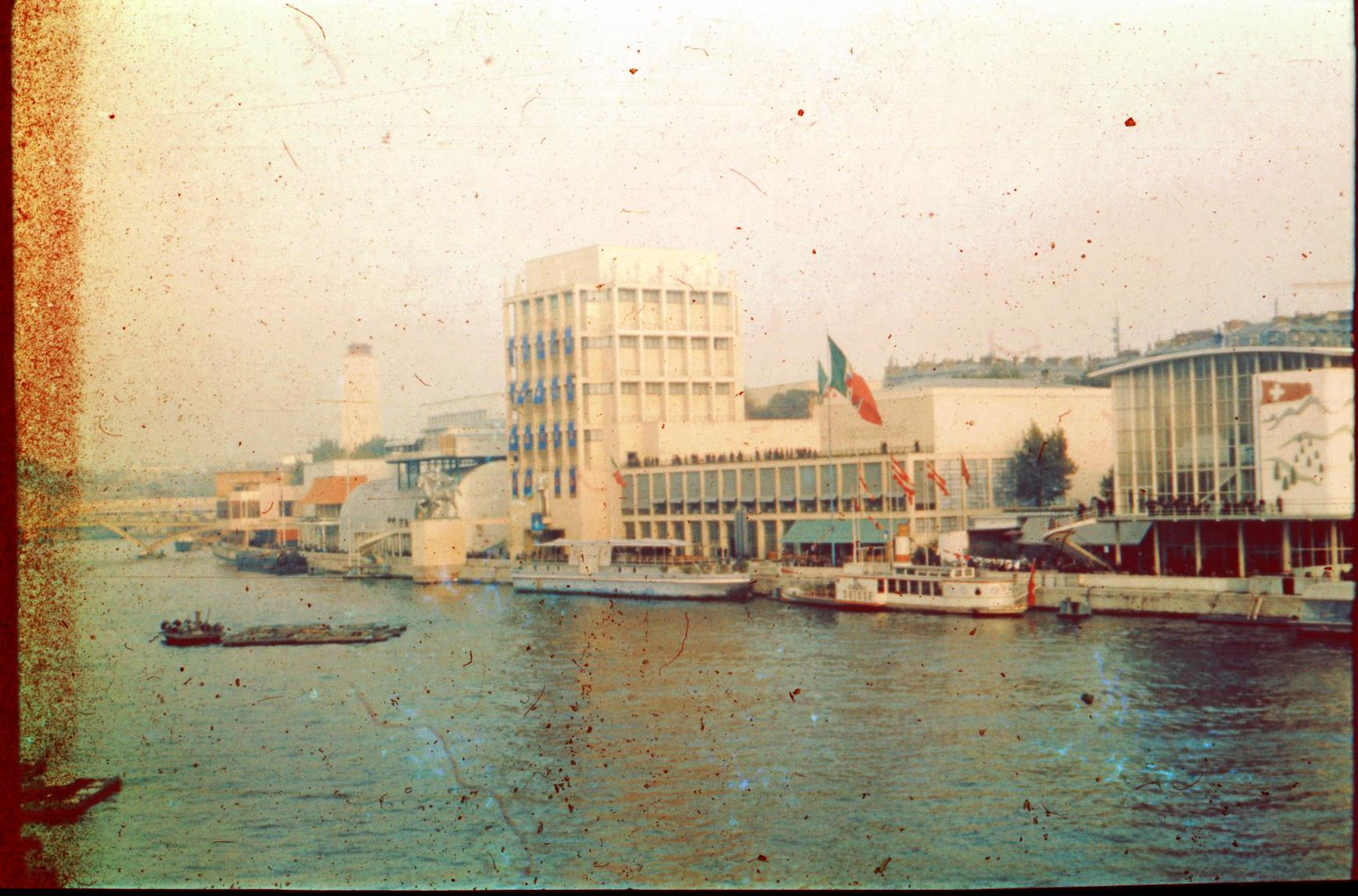
View from Pont d'Iéna in Paris (1937)
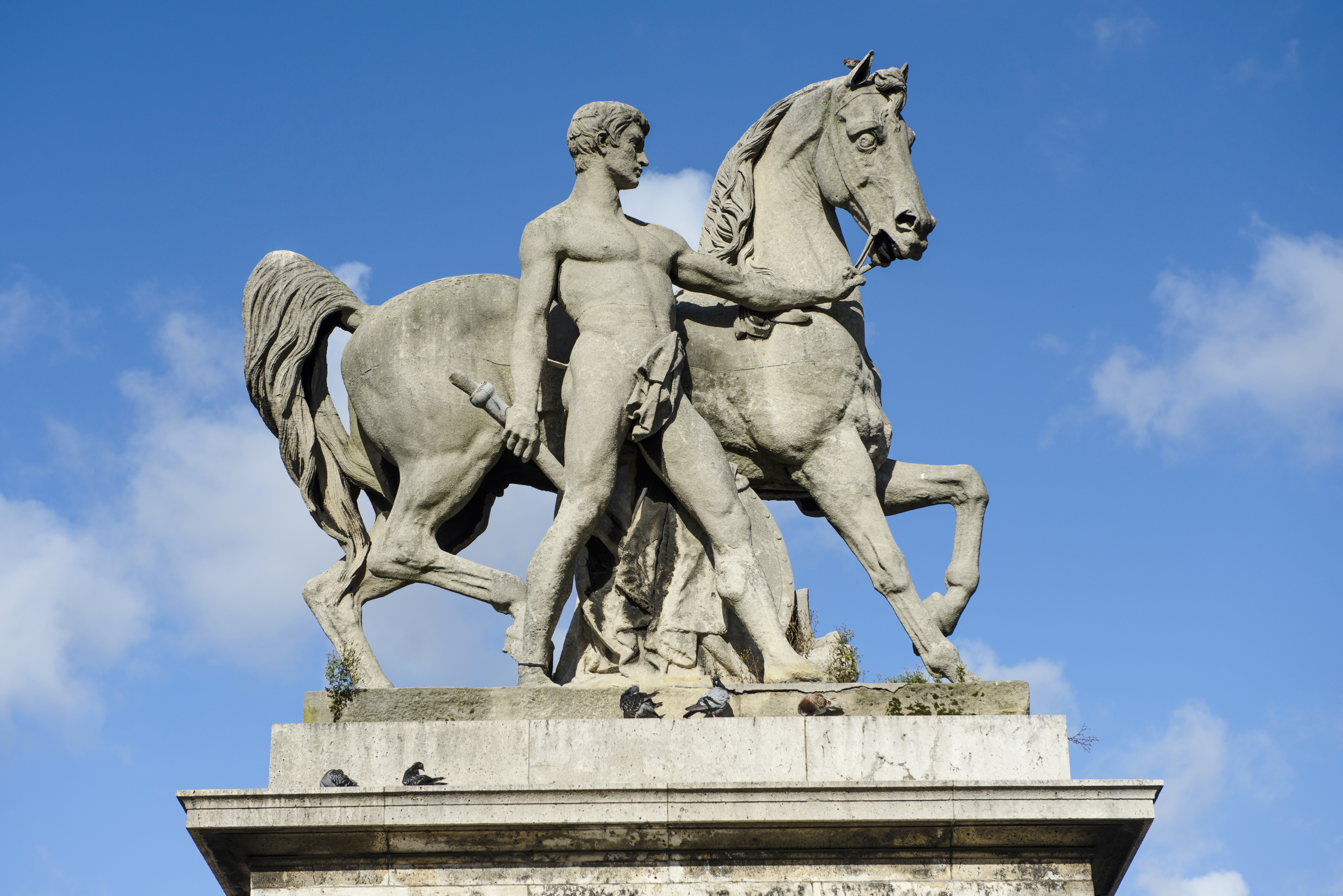
روم باستان warrior by Louis-Joseph Daumas
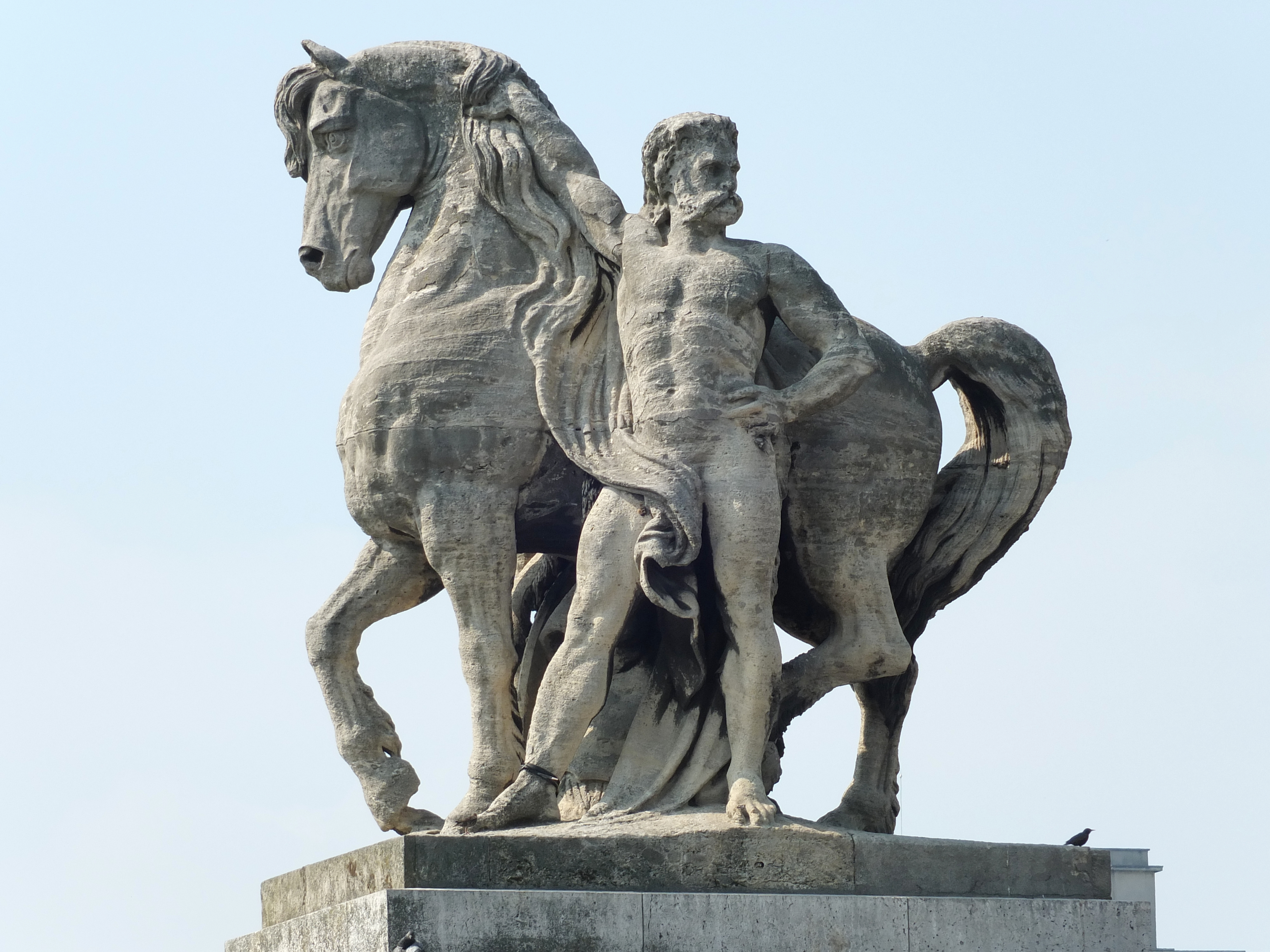
گال (سرزمین) warrior by Antoine-Augustin Préault
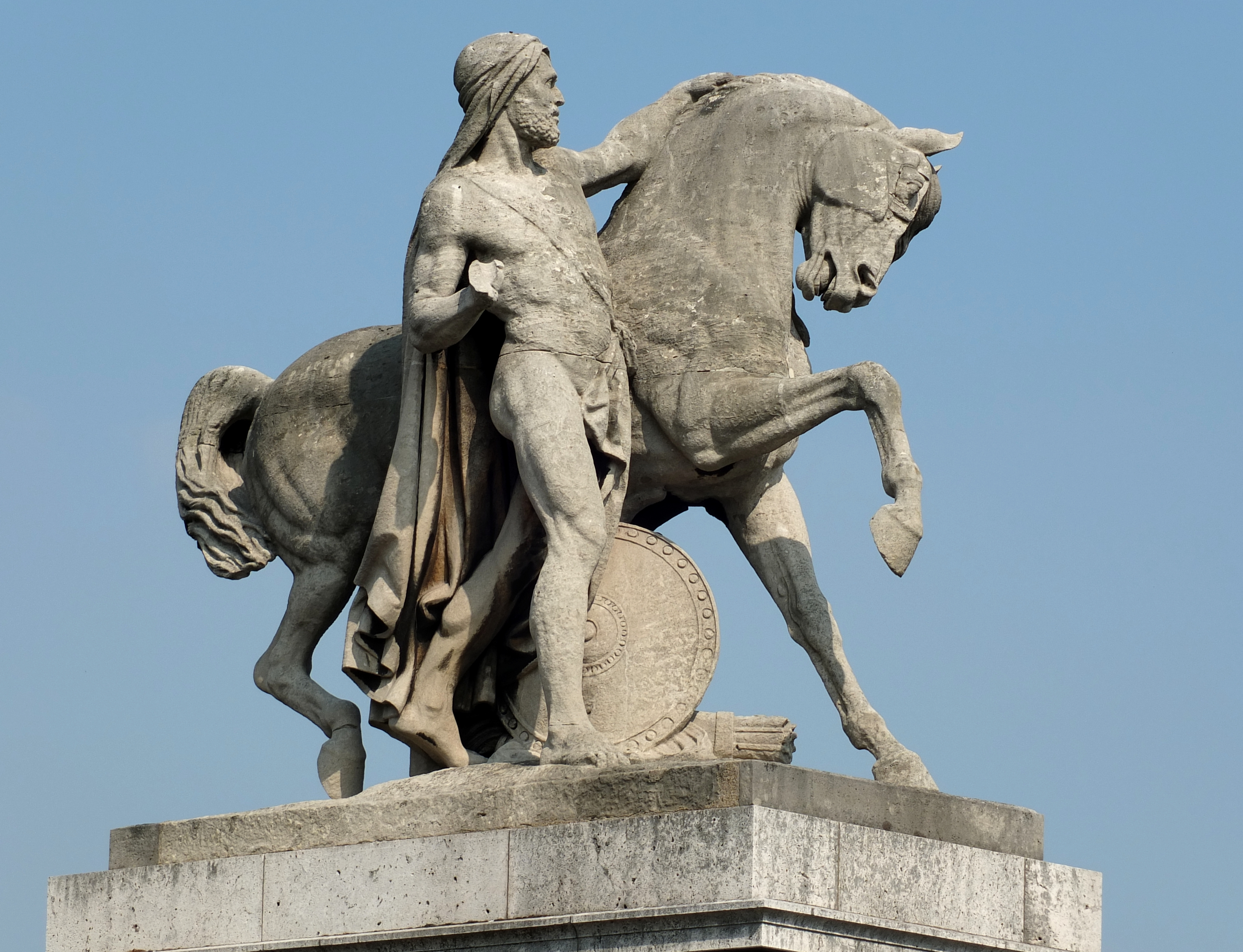
مردم عرب warrior by Jean-Jacques Feuchère
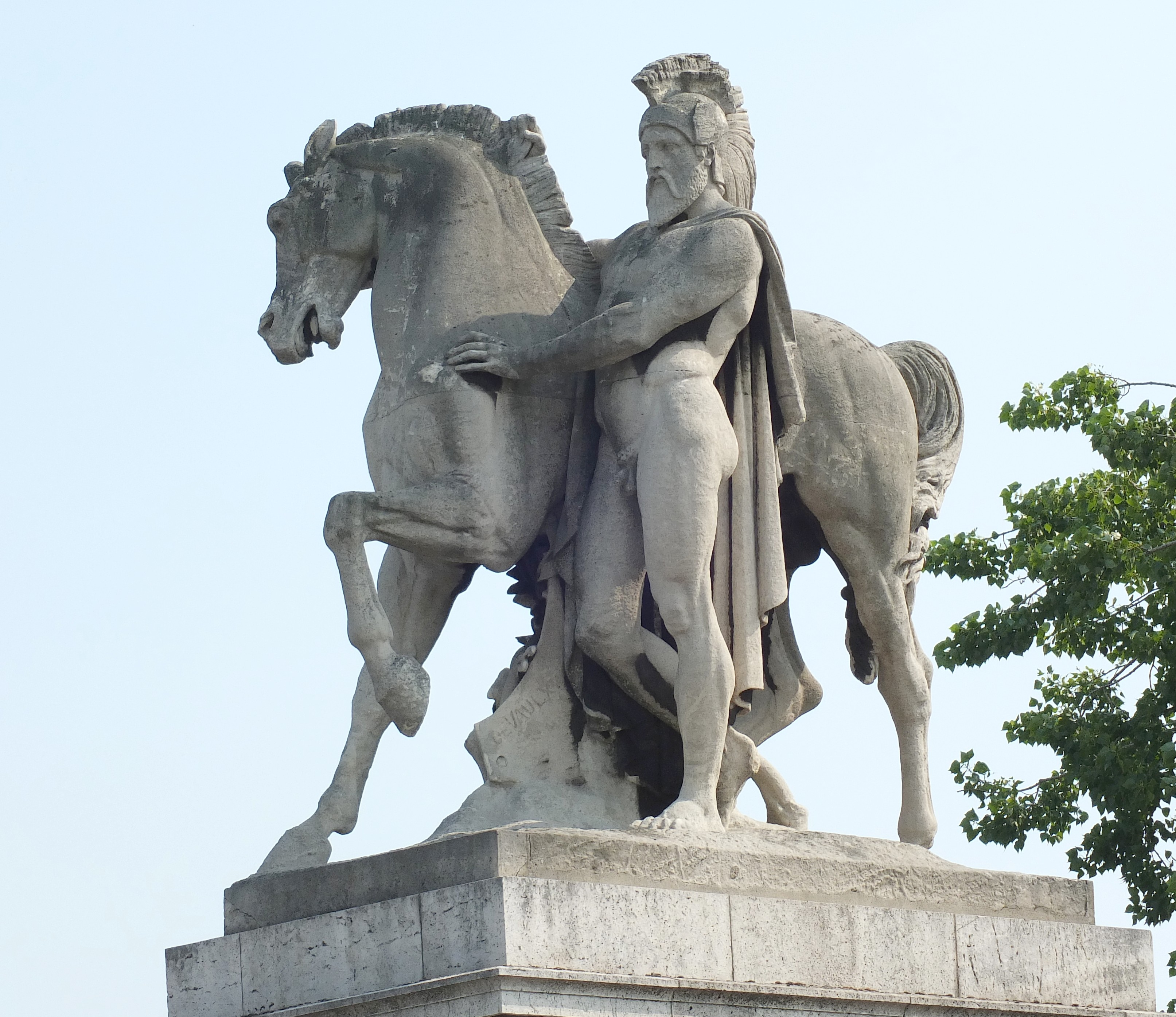
یونانی باستان warrior by François-Théodore Devaulx